# Cañón del Sonche

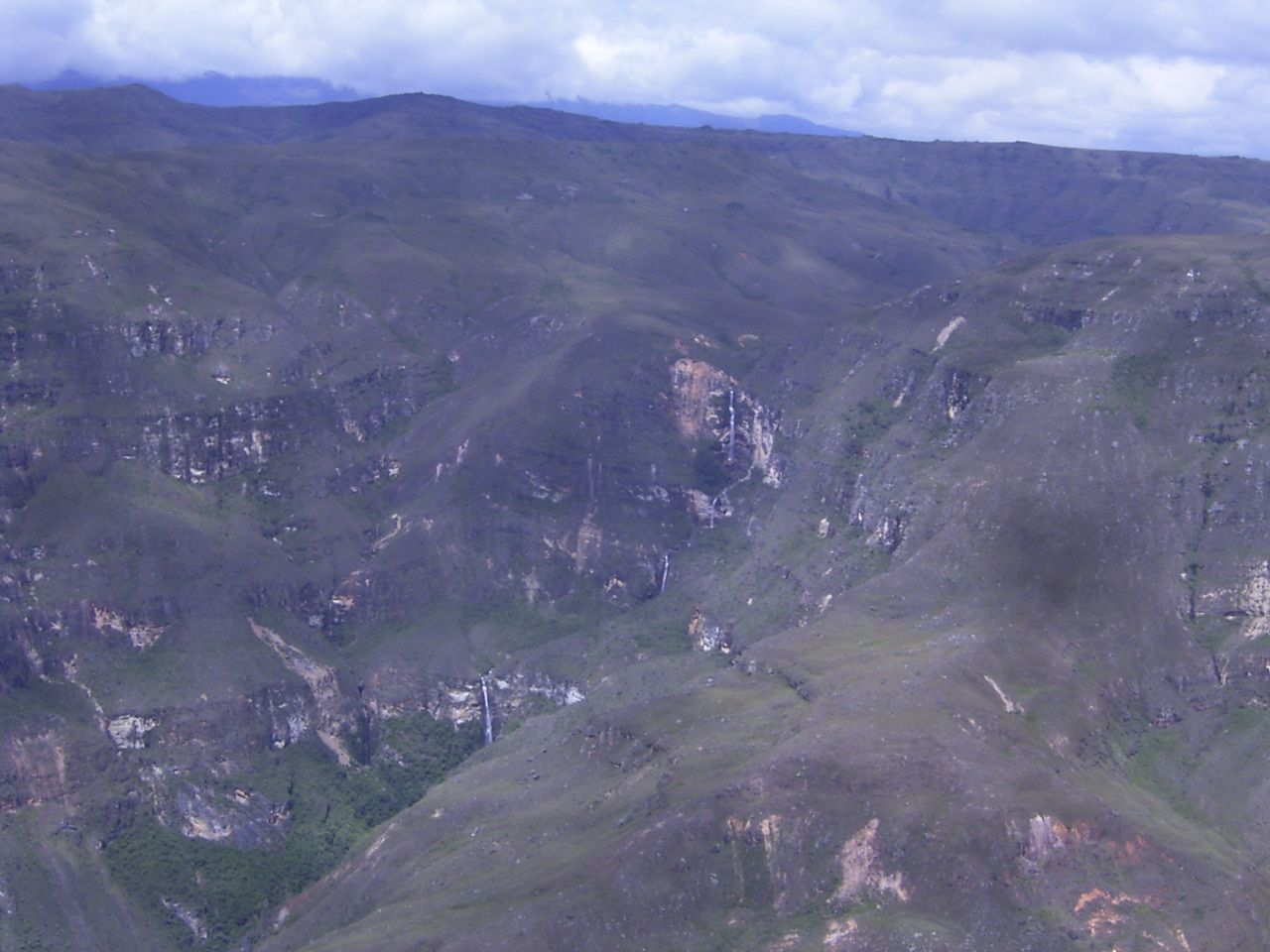

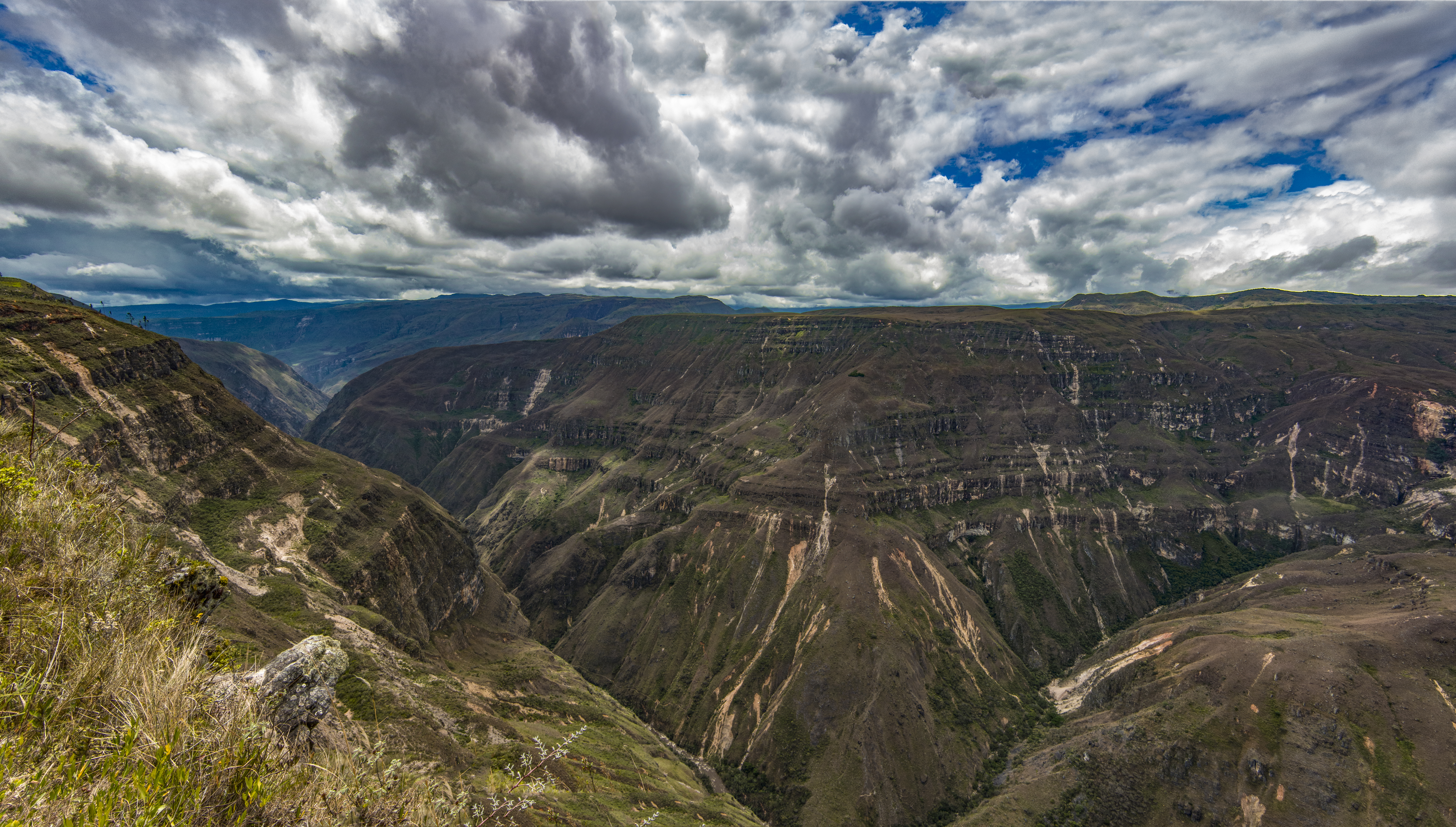

El Cañón del Sonche o Huanca Urco está ubicado en el departamento de Amazonas. Su cima se encuentra a 2.620 metros sobre el nivel del mar y tiene un largo de 11 kilómetros aproximadamente que finaliza en el río Utcubamba. 
La zona se caracteriza por tener un clima templado frío. La profundidad es de 962 metros. La parte derecha del cañón se caracteriza por tener un anticlinal lo que se observa las calizas compactas, por otro lado, la izquierda es tipo arenisca por lo que se observa mayor erosión. el cañón está muy cerca de la localidad de Huancas.